# Leuronota microceras
Leuronota microceras är en insektsart som först beskrevs av Crawford 1919.  Leuronota microceras ingår i släktet Leuronota och familjen spetsbladloppor. Inga underarter finns listade i Catalogue of Life.